# Onychodactylus
Onychodactylus é um gênero de anfíbio caudado da família Hynobiidae. Está distribuído no extremo leste da Rússia, China, Península da Coreia e Japão.

## Espécies
Estão descritas 10 espécies:
- Onychodactylus fischeri (Boulenger, 1886)
- Onychodactylus fuscus Yoshikawa and Matsui, 2014
- Onychodactylus intermedius Yoshikawa and Matsui, 2014
- Onychodactylus japonicus (Houttuyn, 1782)
- Onychodactylus kinneburi Yoshikawa, Matsui, Tanabe, and Okayama, 2013
- Onychodactylus koreanus Min, Poyarkov, and Vieites, 2012
- Onychodactylus nipponoborealis Kuro-o, Poyarkov, and Vieites, 2012
- Onychodactylus tsukubaensis Yoshikawa and Matsui, 2013
- Onychodactylus zhangyapingi Che, Poyarkov, and Yan, 2012
- Onychodactylus zhaoermii Che, Poyarkov, and Yan, 2012